# Cimolodonts
Els cimolodonts (Cimolodonta) són un grup de mamífers extints que visqueren entre el Cretaci i l'Eocè. Eren alguns dels membres més derivats de l'ordre extint dels multituberculats. Probablement tingueren un estil de vida similar al dels rosegadors fins que aquest nínxol ecològic fou ocupat pels autèntics rosegadors. Els multituberculats més basals es troben al subordre dels plagiaulàcids. Sembla que els cimolodonts formen un subordre natural, o monofilètic. Se n'han trobat restes a l'hemisferi nord.